# Polybia paulista
Polybia paulista är en getingart som beskrevs av Ihering 1896. Polybia paulista ingår i släktet Polybia och familjen getingar. Inga underarter finns listade i Catalogue of Life.